# Jaroslav Staněk (šperkař)
Jaroslav Staněk (* 28. června 1931 Zliv) je šperkař, sochař, zlatník, pasíř a restaurátor.

## Život
Jaroslav Staněk se narodil 28. června 1931 ve Zlivu u Českých Budějovic a po válce (1945-1949) se vyučil zlatníkem.	V letech 1952-1958 studoval na Vysoké škole uměleckoprůmyslové v Praze v sochařském ateliéru prof. Bedřicha Stefana a v ateliéru kov a šperk prof. Jana Nušla. Od roku 1958 vedl pasířskou dílnu Lidového družstva umělecké výroby v Praze (od r. 1951, v letech 1989-2006 družstva umělecké výroby Výtvarná řemesla), která dřív patřila jeho rodině.
Zúčastnil se Světové výstavy v Bruselu roku 1958 a v letech 1964-1969 vystavoval v Mnichově, Stuttgartu, Vídni a Salcburku.

## Dílo
Jaroslav Staněk vychází z rodinné řemeslné tradice a respektu k materiálu. Restauruje zlatnické památky a ve svém ateliéru realizuje vlastní návrhy užité plastiky a svítidel. Autorské šperky tvoří menší část jeho díla, ale vyznačují se hodnotou výtvarného řešení, náročnou technikou a dokonalým zpracováním. Staněk vychází z klasického chápání předmětu který má výlučné určení a moderním způsobem přetváří původní formu. Pro jeho šperky je typická jemnost pojetí i provedení a citlivost k proporcím. Ve špercích kombinuje stříbro s českými granáty nebo jinými kameny nebo ke zdobení užívá náročnou techniku zlaté granulace.

### Zastoupení ve sbírkách
- Muzeum skla a bižuterie v Jablonci nad Nisou
- Uměleckoprůmyslové museum, Praha

### Výstavy (výběr)
- 1963 Ateliérová bižuterie, Kabinet architektury, Praha
- 1966 Aktuální tendence v československém užitém umění a průmyslovém výtvarnictví, Obecní dům, Praha
- 1968 Kov a šperk, Galerie na Betlémském náměstí, Praha
- 1969 50 let českého užitého umění a průmyslového výtvarnictví, Mánes, Praha
- 1969 50 Jahre der Tschechischen angewandten Kunst und industrial design, MAK - Österreichisches Museum für angewandte Kunst / Gegenwartskunst, Vídeň (Wien)
- 1970 Zamiary i zapasy: 50 lat czeskiej sztuki stosowanej i plastyki przemysłowej, Muzeum Śląskie, Vratislav (Wrocław, Breslau)
- 1973 Bijuterii moderne din R.S. Cehoslovacă, Sala Ateneului Român (Ateneul Român), Bukurešť (Bucureşti)
- 1978 Soudobý československý šperk, Muzeum skla a bižuterie v Jablonci nad Nisou, Jablonec nad Nisou (Jablonec nad Nisou)
- 1983 Český šperk 1963-1983, Středočeské muzeum, Roztoky (Praha-západ)
- 1984 Český granát, Uměleckoprůmyslové museum Praha
- 1985 Sto let českého užitého umění: České užité umění 1885-1985 ze sbírek Uměleckoprůmyslového muzea v Praze k stému výročí založení muzea, Uměleckoprůmyslové museum, Praha
- 1990 Kov a šperk: Oborová výstava, Galerie Václava Špály, Praha

### Katalogy
- Naděžda Melniková-Papoušková, Ateliérová bižuterie, Praha 1963
- Věra Vokáčová, Kov a šperk, 1968
- Karel Hetteš, 50 let českého užitého umění a průmyslového výtvarnictví (Mezníky vývoje v letech 1918-1968), SČSVU 1969
- Karel Hetteš, Wilhelm Mrazek, 50 Jahre der Tschechischen angewandten Kunst und industrial design (Meilensteine der Entwicklung in den Jahren 1918 - 1968), MAK - Österreichisches Museum für angewandte Kunst / Gegenwartskunst, Vídeň 1969
- Karel Hetteš, Jiří Šetlík, Zamiary i zapasy (50 lat czeskiej sztuki stosowanej i plastyki przemysłowej), Wrocław 1970
- Věra Vokáčová, Dagmar Hejdová, Bijuterii moderne din R.S. Cehoslovacă, Bukurešť 1973
- Věra Vokáčová, Věra Maternová, Soudobý československý šperk, Muzeum skla a bižuterie v Jablonci nad Nisou 1978
- Bohuslav Pučelík a kol., Navráceno životu (Výstava restaurátorských prací ze sbírek Uměleckoprůmyslového muzea k 35. výročí osvobození naší vlasti), Uměleckoprůmyslové muzeum Praha 1980
- Věra Vokáčová, Český šperk 1963-1983, Středočeské muzeum, Roztoky 1983
- Jan Rous a kol., Sto let českého užitého umění (České užité umění 1885-1985 ze sbírek Uměleckoprůmyslového muzea v Praze k stému výročí založení muzea), Uměleckoprůmyslové museum Praha 1987
- Věra Vokáčová, Kov a šperk: Oborová výstava, Unie výtvarných umělců České republiky 1990

### Souborné publikace
- Věra Vokáčová, Současný šperk, Odeon, 1979
- Věra Vokáčová, Český šperk 1963-1983, Středočeské muzeum, Roztoky 1983
- Alena Křížová, Proměny českého šperku na konci 20. století, Academia, Praha 2002, ISBN 80-200-0920-5